# القتل للمبتدئين (كتاب)
القتل للمبتدئين هو كتاب تعليمي من تأليف الروائي المصري أحمد مراد، صادر عن دار الشروق لعام 2022. حاول من خلاله الكاتب لأول مرة التحدث عن كواليس الكتابة، وعن الكيفية التي بدأ بها وطور منهجه على مدار سنين أصدر خلالها سبع روايات وخمسة أفلام، ليصبح أحدها «الفيل الأزرق 2» أول فيلم تتخطى أرباحه حاجز المائتي مليون جنيه.

## موضوع الكتاب
لأول مرة يكتب الروائي والسيناريست أحمد مراد عن كواليس الكتابة؛ كيف بدأ، وكيف طور منهجه على مدار سنين أصدر خلالها سـبع روايات وخمسة أفلام؛ ليصبح أحدها «الفيل الأزرق 2» أول فيلم تتخطى أرباحه حاجز المائتي مليون جنيه.
هذا الكتاب هو خريطة طريق حقيقية، تساعد المهتمين بالقراءة على إطلاق عنان خيالهم، والانتهاء من مشروعهم الروائي أو السينمائي بطرق عملية قائمة على معادلات ومنحنيات درامية حديثة، تنظم تدفق أفكارهم، وتساعدهم على التخلص من الانسداد الإبداعي (Writer's Block).
خريطة تُرشدهم طوال رحلة الكتابة، بما تتضمنه من «هاجس فكرة مسيطرة»، البناء المتصاعد للأحداث، وخلق حبكة متماسكة، وحرفية خلق الشخصيات، وكتابة المشاهد بطريقة درامية مؤثرة، وبمحاكاة تراعي سلوك المتلقي، وتواكب التطور المتمثل فـي عالم المنصات الرقمية.
ويضم هذا الكتاب سيناريو فيلم «الفيل الأزرق 2» للتطبيق العملي، واستيعاب دور ومسئولية الكتابة في خلق فيلم يصعب نسيانه.

## الكاتب
أحمد مراد، كاتب ومُصَوِر ومُصَمِم رسُوِميَات. من مواليد القاهرة عام 1978. تخرج من مدرسة «ليسيه الحرية» قبل أن يلتحق بالمعهد العالي للسينما قسم التصوير السينمائي، تخرج عام 2001 ونالت أفلام تخرجه «الهائمون - الثلاث ورقات - وفي اليَوم السابع» جوائز للأفلام القصيرة في مهرجانات بإنجلترا وفرنسا وأوكرانيا. صدرت له رواية «فيرتيجو» (2007)، وتُرجمت إلى الإنجليزية والفرنسية والإيطالية وتم تحويلها إلى مسلسل عام 2012. وصدر له رواية «تراب الماس» عن دار الشروق (2010) التي تُرجمت إلى الإيطالية، بالإضافة إلى رواية «الفيل الأزرق» (2012).

## وصلات خارجية
- صفحة كتاب القتل للمبتدئين على موقع جود ريدز